# Некруглово
Некру́глово — село в Михайловском районе Приморского края, входит в состав Михайловского сельского поселения.

## География
Село Некруглово стоит на ручье, правом притоке реки Бакарасьевка. Западнее села пролегает железная дорога Хабаровск — Владивосток.
Дорога протяжённостью около 4 км к селу Некруглово отходит на север от трассы, идущей от села Михайловка к транспортной развязке на федеральной дороге «Уссури». На восток от села Некруглово идёт просёлочная дорога к селу Зелёный Яр.
Расстояние до районного центра Михайловка около 6 км.

## Население
| 2002 | 2010 |
| ---- | ---- |
| 470  | ↘419 |

## Улицы
| - ул. Банивура, - ул. Дорожная, - ул. Новая, | - ул. Озёрная, - ул. Приморская, - ул. Рабочая, | - ул. Северная, - ул. Совхозная, - ул. Школьная. |

## Экономика
Сельскохозяйственные предприятия Михайловского района.